# Sarah Mane
Sarah Mane is een bestuurslaag in het regentschap Pidie Jaya van de provincie Atjeh, Indonesië. Sarah Mane telt 204 inwoners (volkstelling 2010).